# Lin Lefeng
Lin Lefeng (en chino, 林乐丰; pinyin, Lín Lèfēng; Dalian, China; 16 de octubre de 1955) es un exfutbolista, entrenador y dirigente de fútbol de China que jugaba en la posición de defensa. Actualmente es el presidente del Dalian Yifang desde 2016.

## Carrera

### Club
| Periodo   | Club          |
| --------- | ------------- |
| 1974–1977 | Liaoning FC   |
| 1986      | Shenyang Army |

### Selección nacional
Jugó para China de 1977 a 1985 con la que anotó 3 goles en 63 partidos, participó en los Juegos Asiáticos de 1978 y en dos ediciones de la Copa Asiática, además de la eliminación en la clasificación de AFC para la Copa Mundial de Fútbol de 1986.

### Entrenador
| Periodo | Club                |
| ------- | ------------------- |
| 1999    | Chongqing Hongyan   |
| 2000    | Zhejiang Green Town |
| 2004    | Dalian Shide        |
| 2006    | Dalian Shide        |